# Hertha Berliner Sport-Club 1988-1989
Questa voce raccoglie le informazioni riguardanti l'Hertha Berliner Sport-Club nelle competizioni ufficiali della stagione 1988-1989.

## Stagione
Nella stagione 1988-1989 l'Hertha Berlino, allenato da Jürgen Sundermann e Werner Fuchs, concluse il campionato di 2. Bundesliga al 13º posto.

## Rosa
| N. |                     | Ruolo | Calciatore          |
| -- | ------------------- | ----- | ------------------- |
|    | Germania (bandiera) | P     | Walter Junghans     |
|    | Turchia (bandiera)  | D     | Taşkın Aksoy        |
|    | Germania (bandiera) | D     | Dieter Brefort      |
|    | Germania (bandiera) | D     | Alf Fistler         |
|    | Germania (bandiera) | D     | Dirk Greiser        |
|    | Germania (bandiera) | D     | Michael Jakobs      |
|    | Germania (bandiera) | D     | Eugen Kaminski      |
|    | Germania (bandiera) | D     | Frank Mischke       |
|    | Germania (bandiera) | D     | Christian Niebel    |
|    | Germania (bandiera) | D     | Wolfgang Rahn       |
|    | Germania (bandiera) | D     | Daniel Scheinhardt  |
|    | Germania (bandiera) | C     | Thomas Freudenstein |
|    | Polonia (bandiera)  | C     | Roman Gajda         |

| N. |                     | Ruolo | Calciatore        |
| -- | ------------------- | ----- | ----------------- |
|    | Germania (bandiera) | C     | Torsten Gowitzke  |
|    | Germania (bandiera) | C     | Theo Gries        |
|    | Germania (bandiera) | C     | Oliver Holzbecher |
|    | Germania (bandiera) | C     | Wolfgang Patzke   |
|    | Germania (bandiera) | C     | Jürgen Rinke      |
|    | Germania (bandiera) | C     | Stephan Täuber    |
|    | Germania (bandiera) | C     | Marco Zernicke    |
|    | Germania (bandiera) | A     | Frank Dietrich    |
|    | Polonia (bandiera)  | A     | Zbigniew Krawczyk |
|    | Germania (bandiera) | A     | Sven Kretschmer   |
|    | Germania (bandiera) | A     | Dirk Kurtenbach   |
|    | Germania (bandiera) | A     | Mike Lünsmann     |
|    | Germania (bandiera) | A     | Helmut Rombach    |

## Organigramma societario
Area tecnica
- Allenatore: Werner Fuchs
- Allenatore in seconda: Hans Eder
- Preparatore dei portieri:
- Preparatori atletici:

## Calciomercato

### Sessione estiva
| Acquisti | Acquisti        | Acquisti             | Acquisti |
| R.       | Nome            | da                   | Modalità |
| -------- | --------------- | -------------------- | -------- |
| C        | Theo Gries      | Alemannia Aquisgrana |          |
| D        | Thomas Lundin   | Hammarby             |          |
| D        | Dieter Brefort  | Blau-Weiß Berlin     |          |
| D        | Dirk Greiser    | Wacker 04 Berlino    |          |
| D        | Michael Jakobs  | Schalke 04           |          |
| C        | Wolfgang Patzke | Schalke 04           |          |

| Cessioni | Cessioni       | Cessioni         | Cessioni |
| R.       | Nome           | a                | Modalità |
| -------- | -------------- | ---------------- | -------- |
| A        | Peter Saternus | Blau-Weiß Berlin |          |

### Sessione invernale
| Acquisti | Acquisti        | Acquisti         | Acquisti |
| R.       | Nome            | da               | Modalità |
| -------- | --------------- | ---------------- | -------- |
| A        | Dirk Kurtenbach | Waldhof Mannheim |          |

| Cessioni | Cessioni      | Cessioni | Cessioni |
| R.       | Nome          | a        | Modalità |
| -------- | ------------- | -------- | -------- |
| D        | Thomas Lundin | Hammarby |          |

## Risultati

### 2. Bundesliga

#### Girone di andata
| Arbitro: | Schmidt |

|            |           |                         |
| Kremer 75’ | Marcatori | 56’ Dietrich 70’ Täuber |

| Berlino 30 luglio 1988, ore 15:00 CEST 2ª giornata | Hertha Berlino | 0 – 0 referto | Magonza | Stadio Olimpico (12 600 spett.)\| Arbitro: \| Gochermann \| |
| Arbitro:                                           | Gochermann     |               |         |                                                             |

| Arbitro: | Löwer |

|             |           |                  |
| Jałocha 75’ | Marcatori | 90’ Freudenstein |

| Arbitro: | Mierswa |

|                           |           |                           |
| Dietrich 28’ Gowitzke 67’ | Marcatori | 5’, 75’ Banach 45’ Kügler |

| Arbitro: | Scheuerer |

|                                        |           |             |
| Kroninger 11’, 29’ Müller 17’ Hahn 63’ | Marcatori | 68’ Rombach |

| Berlino 3 settembre 1988, ore 15:00 CEST 6ª giornata | Hertha Berlino | 0 – 0 referto | Friburgo | Stadio Olimpico (6 100 spett.)\| Arbitro: \| Kautschor \| |
| Arbitro:                                             | Kautschor      |               |          |                                                           |

| Arbitro: | Bruch |

|            |           |  |
| Thoben 85’ | Marcatori |  |

| Arbitro: | Pauly |

|  |           |                      |
|  | Marcatori | 38’ Adler 67’ Holzer |

| Arbitro: | Werner |

|  |           |            |
|  | Marcatori | 40’ Täuber |

| Arbitro: | Schmidhuber |

|             |           |           |
| Rombach 21’ | Marcatori | 67’ Klotz |

| Arbitro: | Theobald |

|                        |           |  |
| Bunk 28’ Delzepich 81’ | Marcatori |  |

| Arbitro: | Amerell |

|  |           |                       |
|  | Marcatori | 29’ Lellek 43’ Scheil |

| Essen 22 ottobre 1988, ore 15:00 CET 13ª giornata | Rot-Weiss Essen | 0 – 0 referto | Hertha Berlino | Georg-Melches-Stadion (6 667 spett.)\| Arbitro: \| Berg \| |
| Arbitro:                                          | Berg            |               |                |                                                            |

| Arbitro: | Weber |

|                                          |           |          |
| Gries 36’ Greiser 42’ Rombach 56’ (rig.) | Marcatori | 73’ Haub |

| Arbitro: | Kentsch |

|          |           |           |
| Kuhl 51’ | Marcatori | 70’ Gries |

| Arbitro: | Steinborn |

|                        |           |           |
| Rombach 68’ Lundin 83’ | Marcatori | 27’ Holze |

| Arbitro: | Neuner |

|                    |           |            |
| Dum 30’ Spyrka 86’ | Marcatori | 78’ Patzke |

| Arbitro: | Krug |

|            |           |  |
| Kajrys 15’ | Marcatori |  |

| Arbitro: | Tritschler |

|                                     |           |  |
| Greiser 9’ Kurtenbach 75’ Gries 79’ | Marcatori |  |

#### Girone di ritorno
| Arbitro: | Brückner |

|             |           |            |
| Rombach 78’ | Marcatori | 28’ Kremer |

| Arbitro: | Correll |

|                 |           |                |
| Hönnscheidt 68’ | Marcatori | 77’ Kurtenbach |

| Arbitro: | Assenmacher |

|                                             |           |  |
| Kretschmer 25’ Brefort 51’ (rig.) Gries 53’ | Marcatori |  |

| Arbitro: | Pauly |

|                                             |           |               |
| Buckmaier 26’ Banach 58’, 65’ Emmerling 82’ | Marcatori | 6’, 39’ Gries |

| Arbitro: | Harder |

|             |           |  |
| Greiser 26’ | Marcatori |  |

| Arbitro: | Gochermann |

|            |           |           |
| Moutas 22’ | Marcatori | 88’ Gries |

| Berlino 1º aprile 1989, ore 15:00 CEST 26ª giornata | Hertha Berlino | 0 – 0 referto | Meppen | Stadio Olimpico (5 933 spett.)\| Arbitro: \| Scheuerer \| |
| Arbitro:                                            | Scheuerer      |               |        |                                                           |

| Arbitro: | Heitmann |

|            |           |             |
| Dinauer 7’ | Marcatori | 21’ Greiser |

| Arbitro: | Dellwing |

|                        |           |                 |
| Greiser 20’ Patzke 87’ | Marcatori | 34’ Anderbrügge |

| Arbitro: | Matheis |

|                        |           |                       |
| Walz 17’ Chaloupka 69’ | Marcatori | 13’ Gries 15’ Greiser |

| Arbitro: | Schneider |

|                    |           |                |
| Brefort 80’ (rig.) | Marcatori | 26’ Sendscheid |

| Arbitro: | Führer |

|                 |           |                        |
| Buchheister 90’ | Marcatori | 52’ (aut.) Christensen |

| Arbitro: | Werner |

|                                                        |           |  |
| Greiser 22’ Gries 72’ (rig.) Lünsmann 77’ Zernicke 80’ | Marcatori |  |

| Arbitro: | Prengel |

|              |           |  |
| Bachmann 76’ | Marcatori |  |

| Arbitro: | Theobald |

|             |           |  |
| Greiser 87’ | Marcatori |  |

| Arbitro: | Diekert |

|                                      |           |                             |
| Holze 54’, 76’ Basten 65’ Hansen 82’ | Marcatori | 19’, 72’ Rombach 47’ Niebel |

| Arbitro: | Dardenne |

|                |           |                    |
| Kurtenbach 14’ | Marcatori | 5’ Yeboah 87’ Fuhl |

| Arbitro: | Neuner |

|                        |           |  |
| Zernicke 25’ Gries 90’ | Marcatori |  |

| Arbitro: | Amerell |

|              |           |  |
| Pförtner 54’ | Marcatori |  |

## Statistiche

### Statistiche di squadra
| Competizione  | Punti | In casa | In casa | In casa | In casa | In casa | In casa | In trasferta | In trasferta | In trasferta | In trasferta | In trasferta | In trasferta | Totale | Totale | Totale | Totale | Totale | Totale | DR |
| Competizione  | Punti | G       | V       | N       | P       | Gf      | Gs      | G            | V            | N            | P            | Gf           | Gs           | G      | V      | N      | P      | Gf     | Gs     | DR |
| ------------- | ----- | ------- | ------- | ------- | ------- | ------- | ------- | ------------ | ------------ | ------------ | ------------ | ------------ | ------------ | ------ | ------ | ------ | ------ | ------ | ------ | -- |
| 2. Bundesliga | 36    | 19      | 9       | 6       | 4       | 27      | 15      | 19           | 2            | 8            | 9            | 18           | 29           | 38     | 11     | 14     | 13     | 45     | 44     | +1 |
| Totale        | 36    | 19      | 9       | 6       | 4       | 27      | 15      | 19           | 2            | 8            | 9            | 18           | 29           | 38     | 11     | 14     | 13     | 45     | 44     | +1 |

### Andamento in campionato
| Giornata  | 1 | 2 | 3 | 4  | 5  | 6  | 7  | 8  | 9  | 10 | 11 | 12 | 13 | 14 | 15 | 16 | 17 | 18 | 19 | 20 | 21 | 22 | 23 | 24 | 25 | 26 | 27 | 28 | 29 | 30 | 31 | 32 | 33 | 34 | 35 | 36 | 37 | 38 |
| --------- | - | - | - | -- | -- | -- | -- | -- | -- | -- | -- | -- | -- | -- | -- | -- | -- | -- | -- | -- | -- | -- | -- | -- | -- | -- | -- | -- | -- | -- | -- | -- | -- | -- | -- | -- | -- | -- |
| Luogo     | T | C | T | C  | T  | C  | T  | C  | T  | C  | T  | C  | T  | C  | T  | C  | T  | T  | C  | C  | T  | C  | T  | C  | T  | C  | T  | C  | T  | C  | T  | C  | T  | C  | T  | C  | C  | T  |
| Risultato | V | N | N | P  | P  | N  | P  | P  | V  | N  | P  | P  | N  | V  | N  | V  | P  | P  | V  | N  | N  | V  | P  | V  | N  | N  | N  | V  | N  | N  | N  | V  | P  | V  | P  | P  | V  | P  |
| Posizione | 4 | 6 | 7 | 10 | 14 | 15 | 17 | 18 | 16 | 14 | 17 | 19 | 18 | 15 | 16 | 15 | 17 | 19 | 16 | 15 | 15 | 13 | 15 | 14 | 14 | 14 | 14 | 12 | 11 | 13 | 12 | 11 | 11 | 11 | 11 | 13 | 12 | 13 |

Legenda:

Luogo: C = Casa; T = Trasferta. Risultato: V = Vittoria; N = Pareggio; P = Sconfitta.

### Statistiche dei giocatori
| T. Aksoy        | 2  | 0  | 0 | 0 |
| D. Brefort      | 21 | 2  | 4 | 0 |
| F. Dietrich     | 10 | 2  | 0 | 0 |
| A. Fistler      | 24 | 0  | 0 | 0 |
| T. Freudenstein | 23 | 1  | 4 | 0 |
| R. Gajda        | 2  | 0  | 0 | 0 |
| T. Gowitzke     | 31 | 1  | 1 | 0 |
| D. Greiser      | 33 | 8  | 2 | 0 |
| T. Gries        | 24 | 10 | 1 | 0 |
| O. Holzbecher   | 1  | 0  | 0 | 0 |
| M. Jakobs       | 26 | 0  | 4 | 0 |
| W. Junghans     | 38 | 0  | 1 | 0 |
| E. Kaminski     | 18 | 0  | 5 | 0 |
| Z. Krawczyk     | 1  | 0  | 0 | 0 |
| S. Kretschmer   | 15 | 1  | 0 | 0 |
| D. Kurtenbach   | 19 | 3  | 1 | 0 |
| T. Lundin       | 5  | 1  | 0 | 0 |
| M. Lünsmann     | 23 | 1  | 1 | 0 |
| F. Mischke      | 30 | 0  | 1 | 0 |
| C. Niebel       | 31 | 1  | 3 | 0 |
| W. Patzke       | 29 | 2  | 8 | 0 |
| W. Rahn         | 3  | 0  | 0 | 0 |
| J. Rinke        | 31 | 0  | 2 | 0 |
| H. Rombach      | 30 | 7  | 3 | 0 |
| D. Scheinhardt  | 1  | 0  | 0 | 0 |
| S. Täuber       | 15 | 2  | 4 | 0 |
| M. Zernicke     | 3  | 2  | 0 | 0 |